# Северен Солт Лейк
Северен Солт Лейк (на английски: North Salt Lake) е град в окръг Дейвис, щата Юта, САЩ. Северен Солт Лейк е с население от 8749 жители (2000) и обща площ от 21,4 km². Намира се на 1321 m надморска височина. ЗИП кодът му е 84054, а телефонният му код е 801.